# 永遠についての証明
『永遠についての証明』（えいえんについてのしょうめい）は、岩井圭也による小説でデビュー作。第9回野性時代フロンティア文学賞受賞作。
2025年3月にNHK BS8Kにてテレビドラマが放送された。

## 登場人物
三ツ矢瞭司（みつや りょうじ）
数学の天才。特別推薦によって協和大学の数学科に入学。
熊沢勇一（くまざわ ゆういち）
三ツ矢の同級生。数学オリンピックの元日本代表。特別推薦生として協和大学の数学科に入学。大学時代、三ツ矢に嫉妬しながらも憧れ、三ツ矢とは別の分野の数学に進む。17年後、三ツ矢は肝硬変のため亡くなり、遺族は三ツ矢の研究ノートを大学准教授の熊沢に託された。
斎藤佐那（さいとう さな）
三ツ矢の同級生。数学オリンピックの元日本代表。特別推薦生として協和大学の数学科に入学。
小沼（こぬま）
三ツ矢司たちの恩師。後は理学部から国数研に移り。
田中
ゼミの先輩。
木下
ゼミの先輩。
平賀
小沼の後任。

## 書誌情報
- 岩井圭也『永遠についての証明』
  - 単行本：2018年8月31日発売、KADOKAWA、ISBN 978-4-04-107219-6[2]
  - 文庫本：2022年1月20日発売、角川文庫、ISBN 978-4-04-112062-0[3]

## テレビドラマ
2025年3月22日にNHK BS8Kにて放送された。主演は杉野遥亮。

### キャスト

#### 主要人物
三ツ矢瞭司（みつや りょうじ）
演 - 杉野遥亮
天才的な数学の才能を誇る。協明大学数学科に特別推薦生として入学。未解決の難問「コラッツ予想」に挑む。
熊沢勇一（くまざわ ゆういち）
演 - 竜星涼
瞭司と同じく協明大学数学科に特別推薦生として入学。
斎藤佐那（さいとう さな）
演 - 関水渚
暸司と同じく協明大学数学科に特別推薦生として入学。

#### 周辺人物
平賀寿彦（ひらが としひこ）
演 - 筧利夫
数学教授。
三ツ矢寿美代（みつや すみよ）
演 - 岸本加世子
四国に住む暸司の母。
小沼繁行（こぬま しげゆき）
演 - 小澤征悦
協明大学数学科の教授。特別推薦生の指導を担当。
田中優
演 - 味方良介
協明大学数学科小沼ゼミに所属する、三ツ矢らの先輩。
木下聡介
演 - 藤田悠
協明大学数学科小沼ゼミに所属する、三ツ矢らの先輩。

### スタッフ
- 原作 - 岩井圭也『永遠についての証明』[1]
- 脚本 - 山岡潤平[1]
- 音楽 - 青木沙也果[1]
- 演出 - 塚本連平[1]
- 制作統括 - 志村彰（The icon）、神林伸太郎（NHKエンタープライズ）、谷口卓敬（NHK）[1]